# Mario Sesè
Mario Sesè Vera (Cuart de Poblet, 30 de agosto de 2002) es un futbolista español que juega como extremo derecho en el Real Oviedo Vetusta de la Segunda Federación.

## Trayectoria
Nacido en Cuart de Poblet, Mario se forma en el fútbol en la UD Quart de Poblet, Valencia CF, Levante UD, Patacona CF, CD Don Bosco y finalmente en la UD Alzira, con la que asciende al primer equipo para la Segunda División RFEF 2021-22. Su debut llega el 19 de septiembre de 2021 entrando como suplente en la segunda mitad y anotando el único gol de su equipo en un empate liguero por 1-1 frente al CD Eldense. El 11 de junio de 2022 rescinde su contrato con el club.
El 6 de julio de 2022 se oficializa su incorporación por el Real Oviedo para jugar en su filial en la Segunda Federación. Logra debutar con el primer equipo el 30 de noviembre al partir como titular en una victoria por 1-0 frente al CD Tenerife en la Segunda División.

## Clubes
Actualizado al último partido disputado el 30 de noviembre de 2022.
| Club                | País   | Año       | Partidos | Goles |
| ------------------- | ------ | --------- | -------- | ----- |
| UD Alzira           | España | 2021-2022 | 25       | 4     |
| Real Oviedo Vetusta | España | 2022-act. | 11       | 2     |
| Real Oviedo         | España | 2022-act. | 1        | 0     |